# Sportzaal
Een sportzaal is een ruimte die geschikt is om diverse zaalsporten in te beoefenen, zoals zaalvoetbal, tafeltennis, basketbal, volleybal en dergelijke.
Een sportzaal is vaak hoog, zodat balsporten de ruimte hebben, en heeft soms een tribune waarop het publiek kan kijken. De vloer van een sportzaal is van speciaal gekleurd en sterk stroef vinyl of hout gemaakt, en bevat voor elke sport die er beoefend wordt lijnen in een bepaalde kleur. Op dit soort vloeren moet men sporten met daarvoor geschikte sportschoenen, om de vloer niet te beschadigen. Sommige zalen zijn zo groot dat er verschillende velden naast elkaar mogelijk zijn. Ook zijn er in de vloer soms speciale slots ingebouwd voor de toestellen die bij atletiek of gymnastiek worden gebruikt. Aan de wanden zijn soms klimrekken geplaatst, en aan het plafond rails voor touwen. In grote zalen zijn soms mobiele scheidingswanden aanwezig om de zaal te splitsen in kleinere zalen.
Bij een sportzaal zijn vaak kleedruimtes (soms met lockers, kluisjes, om spullen in op te bergen), waarin de sporters zich kunnen omkleden, en douches en toiletten.
Bij grotere sportzalen zijn ook andere faciliteiten zoals een kantine en garderobe.
Sportzalen worden geëxploiteerd door bijvoorbeeld sportclubs, of de gemeente, of particuliere bedrijven die de ruimte verhuren. Veel sportzalen liggen vlak bij buitensportvelden. Veel scholen hebben ook een eigen sportzaal, die ook voor bijvoorbeeld eindexamens gebruikt kan worden.
Sommige sportzalen zijn helemaal op slechts 1 tak van sport gericht, zols een kunstijsbaan, rolschaatsbaan, indoor skibaan, of tennishal.